# تابيران (فاروج)
تابيران (بالفارسية: تبریان) هي مستوطنة تقع في قسم فاروج الريفي في إيران. يقدر عدد سكانها بـ 138 نسمة بحسب إحصاء 2016.